# Глоба Андрій Олександрович
Андрій Олександрович Глоба (нар. 24 січня 1999) — український футболіст, півзахисник клубу «Кремінь».

## Життєпис

### Ранні роки
Вихованець олександрійського «Аметисту», в якому займався до 2014 року. У 2015 році дебютував у дорослому футболі, виступаючи за аматорський ФК «Головківка» у чемпіонаті Кіровоградської області (12 матчів, 1 гол). Потім два сезони провів у складі «Інгульця-3» (10 матчів). Після зняття команди з усіх змагань повернувся до «Головківки» (8 матчів, 4 голи).

### «Інгулець-2»
На початку листопада 2016 року підписав 3-річний контракт (з можливістю продовження на 5 років) з «Інгульцем». Проте заграти в першій команді юному півзахиснику не вдалося. Натомість був переведений до фарм-клубу команди — «Інгульця-2». У новій команді дебютував 3 травня 2017 року в нічийному (0:0) виїзному поєдинку 28-о туру Другої ліги проти горностаївського «Миру». Андрій вийшов на поле на 89-й хвилині, замінивши Ніку Січінаву. У другій частині сезону 2016/17 років провів 6 поєдинків у Другій лізі. Дебютними голами за «Інгулець-2» відзначився 26 травня 2018 року на 21-й та 65-й хвилинах переможного (4:2) виїзного поєдинку 32-о туру Другої ліги проти запорізького «Металурга». Глоба вийшов на поле в стартовому складі та відіграв увесь матч. У сезоні 2017/18 років за другу команду петрівчан зіграв 31 матч (2 голи) в Другій лізі. По завершенні сезону залишив розташування «Інгульця».

### «Олексадрія»
Напередодні старту сезону 2018/19 років приєднався до «Олександрії». Проте через юний вік та величезну конкуренцію в першій команді олександрійців, відправлений до молодіжної команди. За першу команду олександрійців дебютував 27 березня 2019 року в товариському поєдинку проти друголігового «Кременя». Андрій у тому поєдинку відіграв другий тайм. У складі олександрійської «молодіжки» дебютував 4 серпня 2018 року в переможному (4:0) виїзному поєдинку 3-о туру молодіжного чемпіонату України проти чернігівської «Десни». Глоба вийшов на поле на 84-й хвилині, замінивши Максима Дубенкова. Дебютним голом за молодіжний склад «Олександрії» відзначився 26 жовтня 2018 року на 13-й хвилині переможного (1:0) виїзного поєдинку 13-о туру молодіжного чемпіонату України проти луганської «Зорі». Андрій вийшов на поле в стартовому складі, а на 66-й хвилині його замінив Орест Ткачук.
На офіційному рівні дебютував за олександрійців 25 вересня 2019 року в переможному (1:0) виїзному поєдинку 3-о кваліфікаційного раунду кубку України проти вишгородського «Діназу». Глоба вийшов на поле на 103-й хвилині, замінивши Євгена Протасова, в аже через хвилину відзначився переможним для «Олександрії» голом. В Прем'єр-лізі України дебютував 24 жовтня 2020 року в програному (0:1) виїзному поєдинку 7-го туру проти київського «Динамо». Андрій вийшов на поле на 80-й хвилині, замінивши Богдана Мишенка.